# Центральный научно-исследовательский институт машиностроения
Акционерное общество «Центральный научно-исследовательский институт машиностроения» (АО ЦНИИмаш) является головным научно-исследовательским институтом Госкорпорации «Роскосмос». В состав института входит Центр управления полётами, который осуществляет программно-техническое обеспечение полёта российского сегмента Международной космической станции, транспортных пилотируемых и грузовых кораблей «Союз» и «Прогресс», космических аппаратов научного и социально-экономического назначения, МКСР «Луч». Институт является основным аналитическим центром Госкорпорации «Роскосмос» в области общесистемных исследований проблем развития ракетно-космической техники России с широким спектром задач: от проектирования концепции и долгосрочных перспектив развития ракетно-космической техники до конкретных технологических разработок и их конверсией в интересах других отраслей. Специалисты Центра теплообмена и аэрогазодинамики и Центра прочности осуществляют прикладные исследования и научно-исследовательские работы по обеспечению наземной экспериментальной отработки ракетно-космической техники. Информационно-аналитический центр координатно-временного и навигационного обеспечения (ИАЦ КВНО) проводит системные исследования для формирования стратегий развития ГЛОНАСС и КВНО в целом, осуществляет научно-методическое и информационное сопровождение Федеральной целевой программы «Глобальная навигационная система», предоставляет информацию потребителям глобальных навигационных спутниковых систем.
В институте проводится работа по созданию и совершенствованию отраслевых систем качества, надёжности и безопасности, стандартизации ракетно-космической техники, а также Федеральной системы сертификации космической техники.
Из-за вторжения России на Украину, НИИ находится под международными санкциями стран Евросоюза, США, Великобритании и ряда других стран

## История

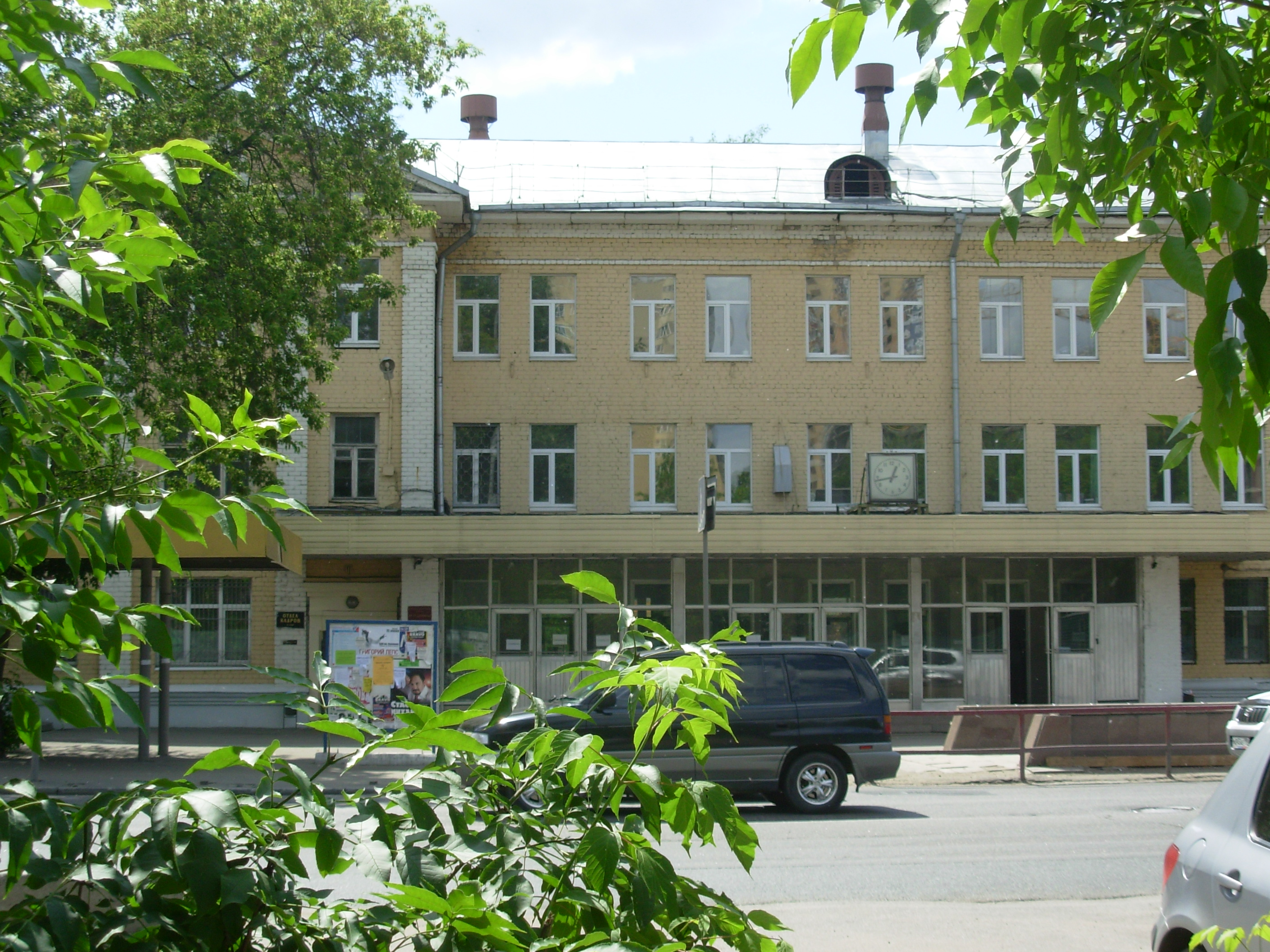
Проходная НИИ-88 (ЦНИИмаш) на Пионерской ул., 2011 год.

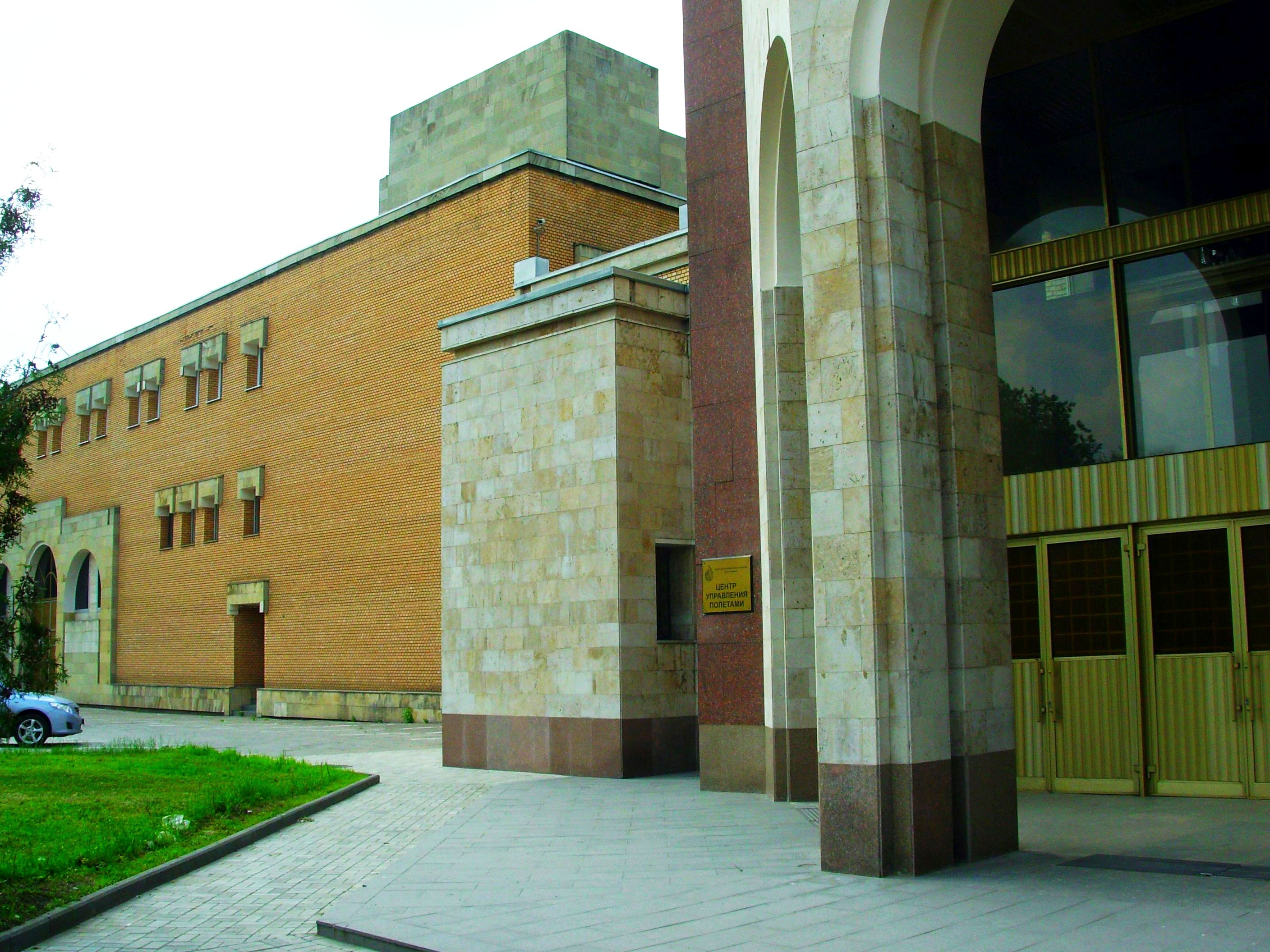
Центр управления полётами (ЦУП), 2011 год

Государственный союзный головной научно-исследовательский институт № 88 Министерства вооружения СССР создан 13 мая 1946 года на базе артиллерийского завода № 88.
26 августа 1946 — юридически утверждено образование отдела 3, начальником которого приказом директора НИИ-88 Л. Р. Гонора от 30 августа 1946 года назначен главный конструктор С. П. Королёв.
Отдел 3, входивший в состав Специального конструкторского бюро НИИ-88, стал ядром предприятия, которое ныне называется Ракетно-космической корпорацией «Энергия» имени С. П. Королёва.
Получил своё открытое наименование — «Центральный научно-исследовательский институт машиностроения» 1 января 1967 года.
Институт участвовал во всех советских и российских космических программах. В нём работали многие выдающиеся учёные: С. П. Королёв, М. К. Янгель, А. М. Исаев, Ю. А. Мозжорин, В. Ф. Уткин и другие.
1 августа 2019 года ФГУП ЦНИИмаш стал акционерным обществом ЦНИИмаш.
22 июля 2024 года коллектив ЦНИИмаш награждён орденом Гагарина за большой вклад в развитие ракетно-космической промышленности и укрепление обороноспособности страны.

## Санкции
25 февраля 2022 года, из-за вторжения России на Украину, институт был внесен в санкционные списки Евросоюза поскольку он «получает выгоду от правительства России или поддерживает его, осуществляя деятельность в качестве аффилированной с правительством России организации».
10 марта 2022 года институт включён в санкционный список Канады «за роль в содействии или поддержке неспровоцированного и неоправданного вторжения президента Путина в Украину».
19 октября 2022 года институт внесён в санкционный список Украины из-за причастности к «дестабилизации Украины, подрыву или угрозе территориальной целостности, суверенитета и независимости Украины».
По аналогичным основаниям, с 3 марта 2022 года под санкциями США, с 21 апреля 2022 года Великобритании, а также под санкциями Швейцарии, Японии и Новой Зеландии

## Директора
- 1946 — Каллистратов Александр Дмитриевич
- 1946—1950 — Гонор Лев Робертович
- 1950—1952 — Руднев Константин Николаевич
- 1952—1953 — Янгель Михаил Кузьмич
- 1953—1959 — Спиридонов Алексей Сергеевич
- 1959—1961 — Тюлин Георгий Александрович
- 1961—1990 — Мозжорин Юрий Александрович
- 1990—2000 — Уткин Владимир Фёдорович
- 2000—2008 — Анфимов Николай Аполлонович
- 2008—2013 — Райкунов Геннадий Геннадьевич[14]
- 2013—2014 — Паничкин Николай Георгиевич[15]
- 2014—2015 — Мильковский Александр Григорьевич[16]
- 2015—2018 — Горшков Олег Анатольевич[17]
- 2018—2019 — Севастьянов Николай Николаевич[18] (и. о.)
- 2019—2025 — Коблов Сергей Владимирович[19]
- C 14 февраля 2025 — Титов Василий Александрович[20]

## Факты
- Центр управления космическими полётами — крупнейшее научно-исследовательское подразделение АО ЦНИИмаш.
- Награды: орден Ленина — 20 апреля 1956 г., орден Октябрьской Революции — 15 января 1976 г.
- В честь института назван астероид 65637[21].